# Две димящи дула
„Две димящи дула“ (на английски: Lock, Stock and Two Smoking Barrels) е британска криминална комедия от 1998 година, режисирана от Гай Ричи, който освен това написва и сценария. Филмът печели на Ричи международно признание и представя пред световната публика актьорите Вини Джоунс и Джейсън Стейтъм.
В центъра на сюжета са трима дребни престъпници, задлъжнели към известен гангстерски главатар, които се опитват спешно да намерят пари и се замесват в кражба на ценни старинни оръжия. Главните роли се изпълняват от Ник Моран, Джейсън Флеминг, Декстър Флечър, Джейсън Стейтъм.

## Заглавие
Оригиналното британско заглавие е Lock, Stock and Two Smoking Barrels – непреводима игра на думи с английската фраза lock, stock and barrel, означаваща „изцяло, напълно“ и двете старинни ловни пушки, които играят важна част от сюжета. В САЩ филмът е издаден и с алтернативно съкратен вариант – Two Smoking Barrels, преводът на който е използван и за българското заглавие.

## Актьорски състав
- Джейсън Флеминг – Том
- Ник Моран – Еди
- Джейсън Стейтъм – Бейкън
- Стивън Макинтош – Уинстън
- Вини Джоунс – Големият Крис